# نهر سامبارا
نهر سامبارا هو نهر في سولاوسي، إندونيسيا.